# جیمز دموناکو
جیمز دموناکو (انگلیسی: James DeMonaco؛ زادهٔ ۱۹۶۹) کارگردان، فیلم‌نامه‌نویس و تهیه‌کننده اهل آمریکا است.

## فیلم‌شناسی

### آثار سینمایی
- جک (۱۹۹۶) - نویسنده
- مذاکره‌کننده (۱۹۹۸) - نویسنده
- حمله به کلانتری ۱۳ (۲۰۰۵) - نویسنده
- گرگینه‌ها (۲۰۰۶) - نویسنده
- استیتن آیلند (۲۰۰۹) - نویسنده و کارگردان
- پاکسازی (۲۰۱۳) - نویسنده و کارگردان
- پاکسازی: هرج و مرج (۲۰۱۴) - نویسنده و کارگردان
- پاکسازی: سال انتخابات (۲۰۱۶) - نویسنده و کارگردان
- اولین پاکسازی (۲۰۱۸) - نویسنده
- پاکسازی ابدی (۲۰۲۱) - نویسنده و تهیه‌کننده
- این همان شب است (۲۰۲۱) - نویسنده و کارگردان
- خانه (۲۰۲۴) - نویسنده و کارگردان [۳]

### آثار تلویزیونی
- نقطه مرگ (۲۰۰۷) - نویسنده و تهیه‌کننده
- تصادف (۲۰۰۸) - نویسنده و تهیه‌کننده
- پاکسازی (۲۰۱۸) - نویسنده و تهیه‌کننده